# Помірці
Помі́рці — село в Україні, у Бучацькій міській громаді Чортківського району Тернопільської області. Підпорядковувалося колишній Ріпинецькій сільській раді.

## Географія
Розташоване на річці Вільховець, у центрі району. Через село пролягає автошлях Т 2016 Бучач — Товсте.

## Історія
Згадується 21 грудня 1439 року у протоколах галицького суду (Pomorzecz).
Згідно поборового реєстру Подільського воєводства 1565-66 років власником села був шляхтич Миколай Язловецький-Монастирський, у селі була православна церква.
Діяли «Просвіта», «Луг», «Сільський господар» та інші товариства, кооператива.
Про село вчитель історії місцевої школи Михайло Луців упорядкував і видав книжку «Крізь призму століть: Помірці-Ріпинці».
12 червня 2020 року, відповідно до розпорядження Кабінету Міністрів України № 724-р «Про визначення адміністративних центрів та затвердження територій територіальних громад Тернопільської області» увійшло до складу Бучацької міської громади.
19 липня 2020 року, в результаті адміністративно-територіальної реформи та ліквідації Бучацького району, увійшло до складу новоутвореного Чортківського району.
З 11 грудня 2020 р. належить до Бучацької міської громади.

## Релігія
Є церква Пресвятої Трійці (1898, дерев'яна), 2 каплиці: (1865, кам'яна) та нова (1991, мурована).
Парохом сіл Помірці та Ріпинці на початку XX століття був Іларіон Лушпинський.

### Церква Пресвятої Трійці
Тризрубна одноверха дерев'яна церква розташована в північній частині села. Споруджена в 1898 році, на місці старої дерев'яної церкви. Після Другої світової війни радянська влада забрала і вивезла в невідомому напрямку унікальні ікони XVIII ст. і різьблений іконостас, потім зачинила храм, перетворивши його на склад. З 1989 року в церкві відновила богослужіння громада УАПЦ.
На південний захід від церкви розташована мурована двоярусна восьмибічна дзвіниця.
Встановлено пам'ятні хрести:
- на честь Богдана Хмельницького, який відвідав місцеву церкву (1653)
- розгрому татар («Татарне»)
- скасування панщини (кінець XIX ст.)
- 950-ліття Хрещення Руси-України (1938)
- «Петрівський»

## Пам'ятки
Насипано символічну могилу Борцям за волю України (1991).
На південному сході села є гідрологічна пам'ятка природи — Джерела «Гуркало».

## Соціальна сфера
Працюють ФАП, торговельний заклад.

## Населення
У 2007 році кількість мешканців села становила 528 осіб.
Прізвища мешканців села: Андрусеньків, Андрушків, Галаван, Глов'як, Желізко, Захарчук, Іванишин, Іваськів, Корчинський, Лозінська, Луців, Машталір, Мосціпан, Нагайовський, Павлів, Польовий, Попадюк, Римар, Сиров'як, Строгуш, Тринька, Фізьо, Чип, Щербатий, Юсупов.

### Мова
Розподіл населення за рідною мовою за даними перепису 2001 року:
| Мова       | Кількість | Відсоток |
| ---------- | --------- | -------- |
| українська | 516       | 99.81%   |
| російська  | 1         | 0.19%    |
| Усього     | 517       | 100%     |

### Народились
- Луців Григорій Іванович (нар. 1945) — хормейстер, композитор-аматор, заслужений працівник культури України,[7] проживає в Бучачі
- Луців Михайло Іванович — краєзнавець, автор книги «Крізь призму століть: Помірці-Ріпинці».
- Лушпинський Іларіон (1884 — р. і м. см. невід.) — священик УГКЦ, громадський діяч
- Мартинюк Михайло (нар. 1907) — фольклорист
- ймовірно, єпископ, Ґерард Петрівскі — адміністратор Папської католицької місії у Китаї, уроджений Петрівський, якого навчатись вислала графиня Волянська[8]

## Галерея

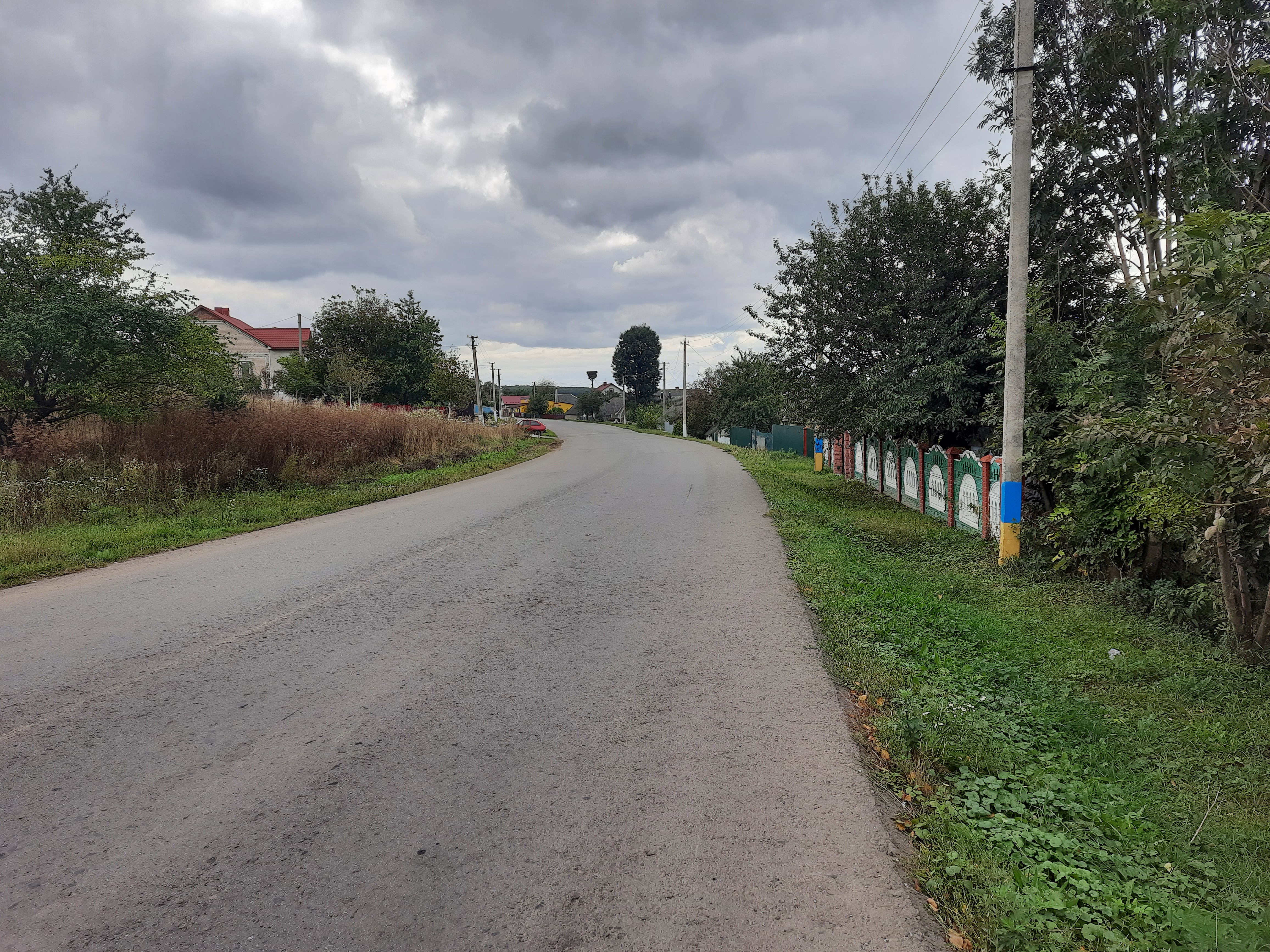
В'їзд у село
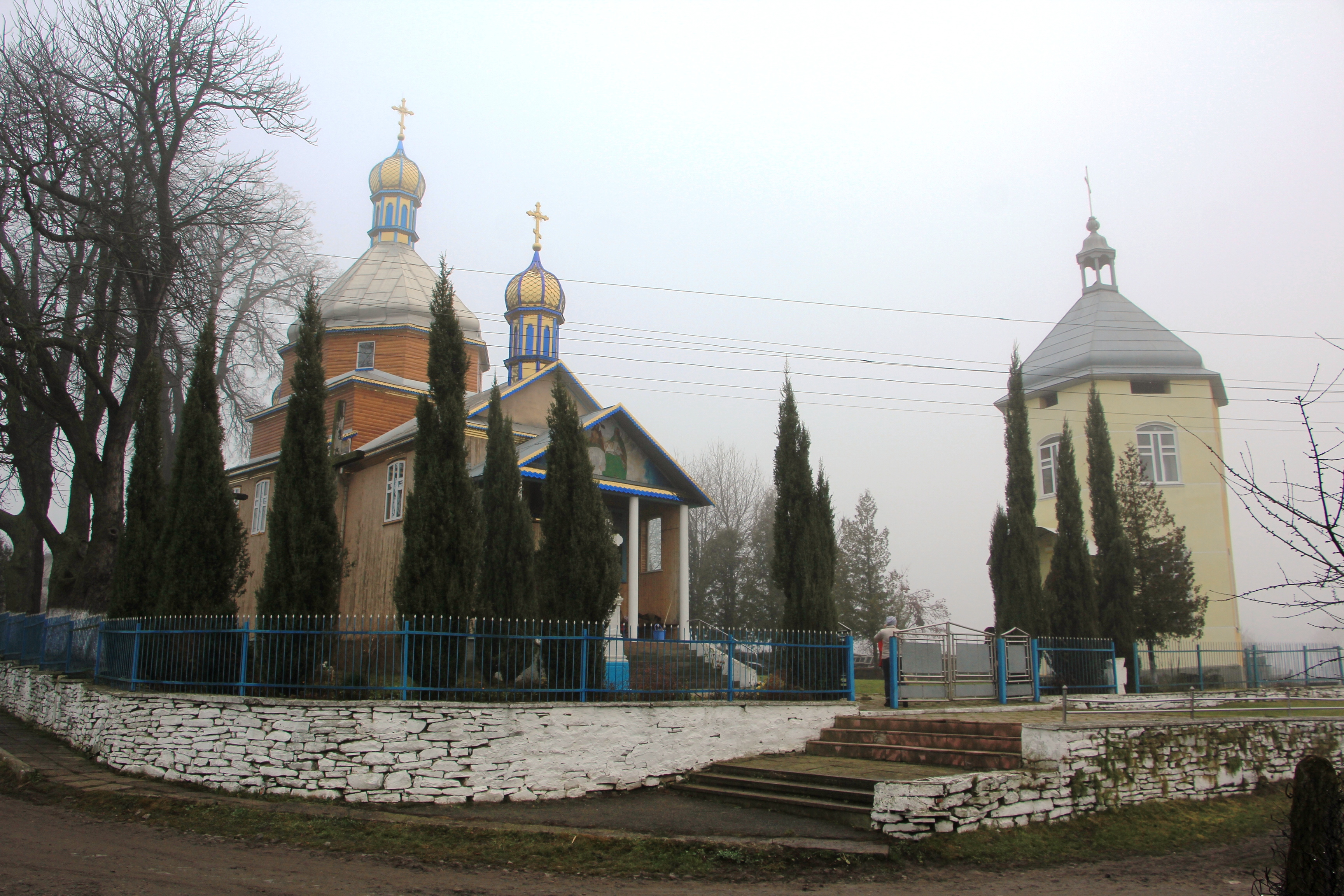
Церква Пресвятої Трійці 1898
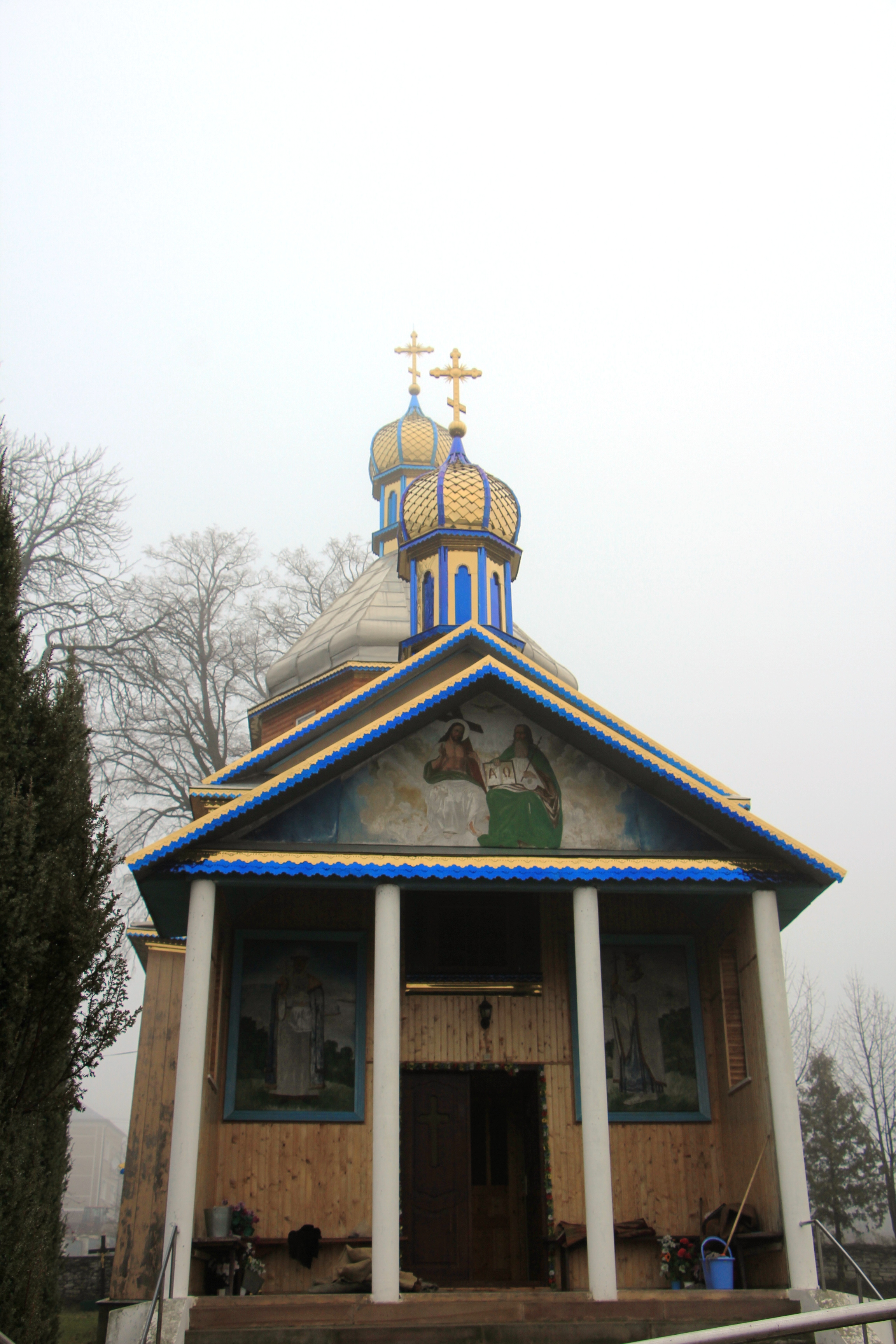
Церква Пресвятої Трійці 1898
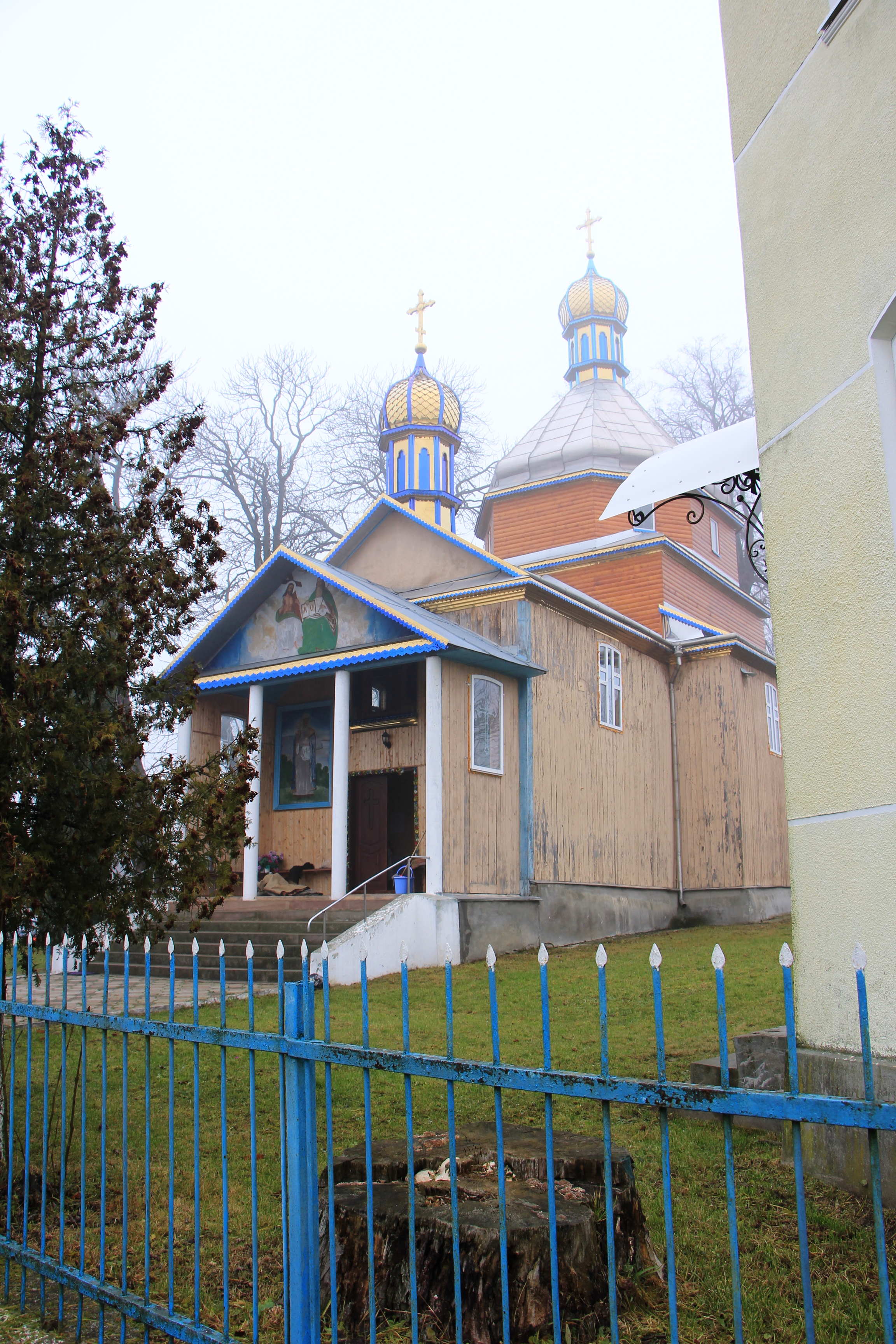
Церква Пресвятої Трійці 1898
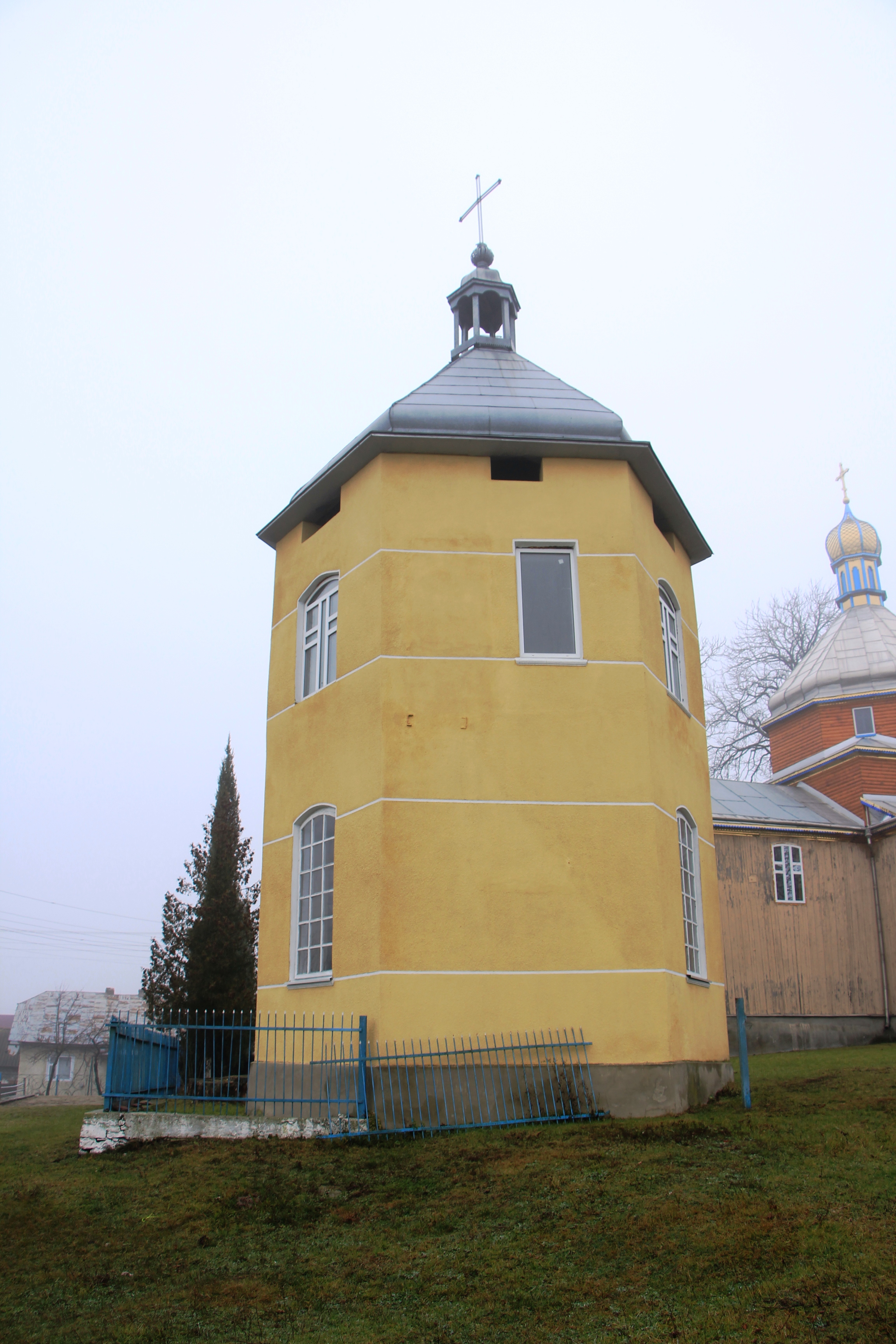
Дзвіниця церкви Пресвятої Трійці 1898
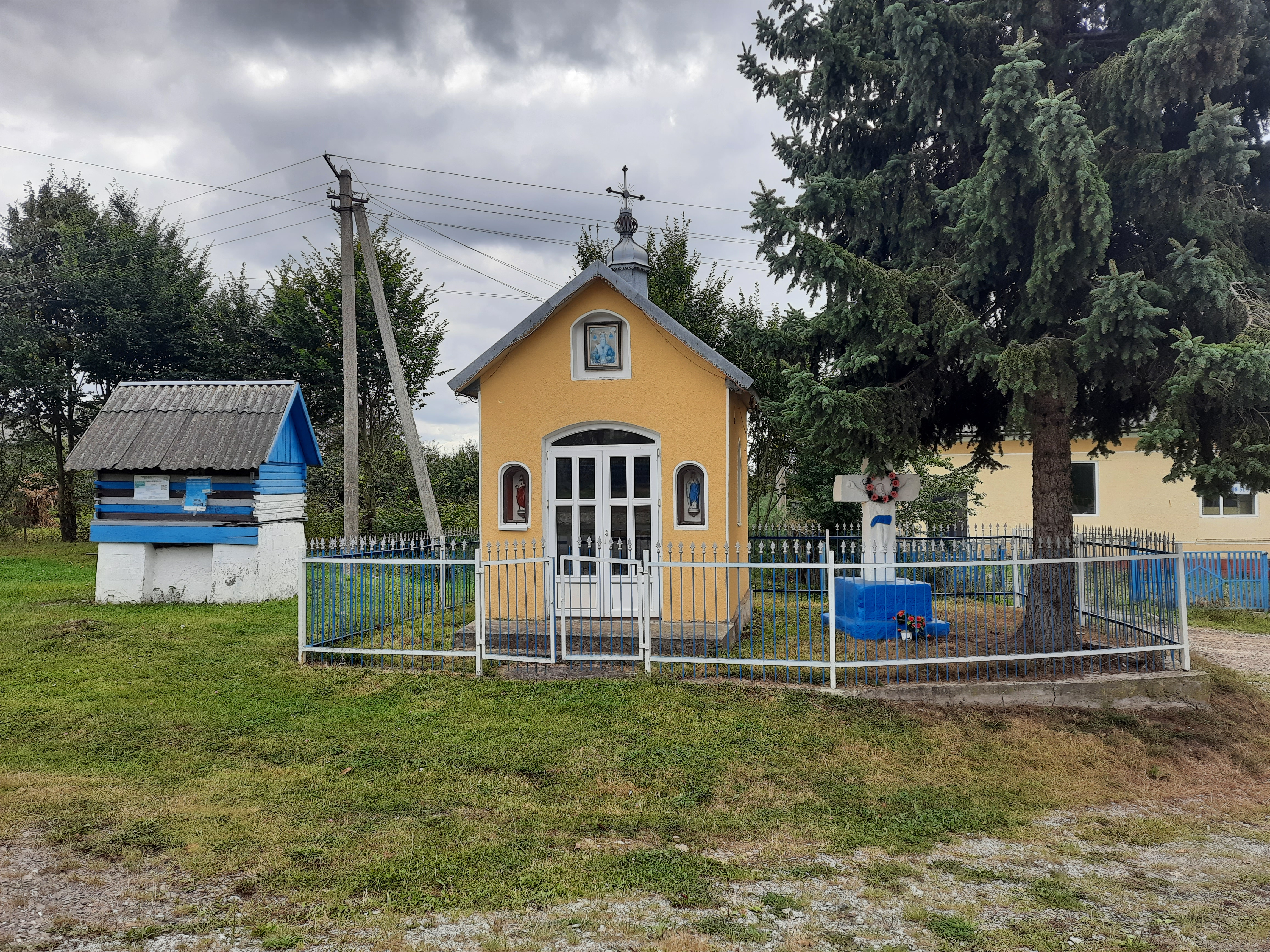
Капличка
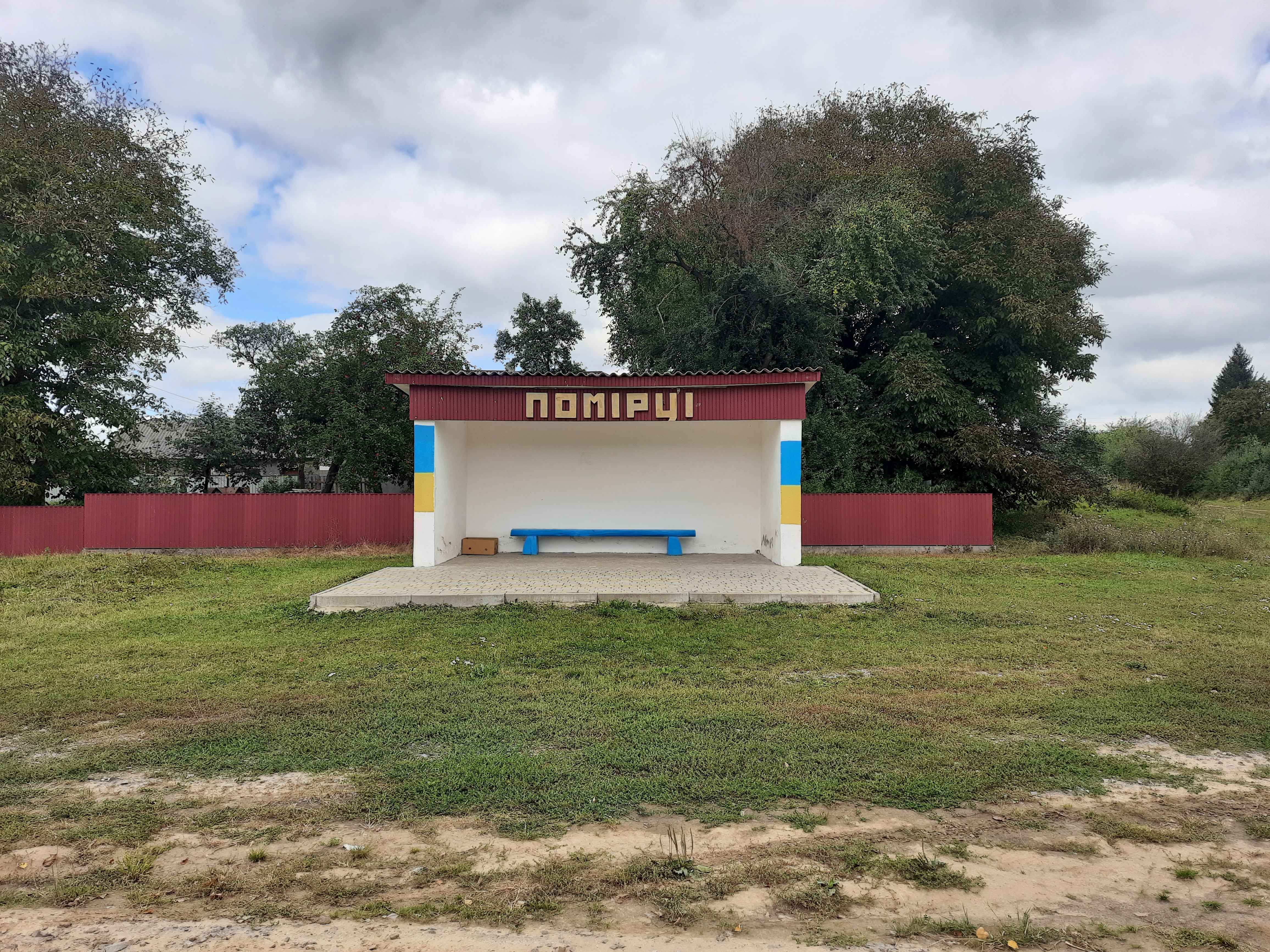
Автобусна зупинка